# 北陸放送
北陸放送株式會社（日语：／ Hokuriku Hōsō */?），通稱北陸放送，簡稱MRO，是日本的一家以石川縣為播出地域的電視台和廣播電台。北陸放送的廣播服務開始于1952年5月10日，識別呼號是JOMR，是JRN及NRN成員；電視服務開始于1958年12月1日，並且自2006年7月1日開始播出數位電視，是TBS電視台系列聯播網JNN成員，識別呼號是JOMR-DTV，遙控器號碼是6頻道。北陸放送總部位於石川縣金澤市本多町三丁目2番1号。

## 資本構成
下表列出2021年3月31日時北陸放送的主要股東：
| 資本金        | 發行股份總數 | 股東數 |
| ------------- | ------------ | ------ |
| 1億8000萬日元 | 360,000股    | 566    |

| 股東                 | 持股數   | 比例  |
| -------------------- | -------- | ----- |
| 北國新聞社           | 35,130股 | 9.76% |
| 北國銀行             | 18,000股 | 5.00% |
| TBS企劃              | 16,000股 | 4.44% |
| 大和                 | 14,710股 | 4.09% |
| 學校法人金澤學院大學 | 14,100股 | 3.92% |
| 電氣興業             | 14,000股 | 3.89% |
| 日本電氣             | 12,550股 | 3.49% |
| 北國綜合lease        | 12,550股 | 3.49% |
| 石川縣               | 12,000股 | 3.33% |
| 金澤市               | 11,480股 | 3.19% |

## 歷史
1948年12月24日，石川縣就有「北陸文化放送」申請開設商業廣播，是日本第四家申請開設商業廣播的業者。但由於GHQ禁止商業廣播，這一申請未被接受:6。1950年「電波三法」（《電波法》、《放送法》、《電波監理委員會設置法》）通過之後，日本各地開始出現申請設立商業廣播的熱潮，石川縣地方報紙《北國新聞》亦重拾設立商業廣播的構想:4-5。1951年2月10日，以北國新聞社為主導，北陸文化放送在北國新聞社會議室舉辦發起人會:7。同年4月21日，郵政省發出16個商業廣播預備執照，北陸文化放送名列。但其播出地區被限定在石川縣，未能包括其申請範圍的富山、福井兩縣:9。1951年12月14日，北陸文化放送舉行創立總會:14。翌年4月22日早晨9時，北陸文化放送發射了試驗電波:21。5月1日，北陸文化放送開始試播:22。
1952年5月10日早晨6時，北陸文化放送正式開播，成為本州日本海沿岸地區第一家商業廣播電台:4。開播之初，北陸文化放送自金澤市丸越百貨店四層播出節目:26-27。1956年11月28日，北陸文化放送將公司名稱更名為北陸放送:36。為強化廣告營業，北陸放送在1953年2月1日和北日本放送、福井放送共組「電台北陸聯盟」，以開源節流:40-41。北陸放送在同年5月1日實現全天無中斷播出，並在6月首次實現盈利:44。1954年2月，北陸放送實現首次股票分紅:47。1955年年底，北陸放送在能登半島北端的七尾設立轉播站，電波覆蓋石川縣大部分地區:53-54。據1955年11月的第一次收聽率調查，北陸放送的收聽率達56.8%，遠超NHK廣播第1頻率的39.3%:55。北陸放送在1956年1月1日將簡稱從MR改為MRO（O取自七尾放送局的呼號JOMO），並制定了新的商標:56。同年4月1日，北陸放送在金澤市高岡町（現香林坊）開始修建新總部:58。這座建築地上有五層，地下有一層，在同年12月7日竣工:58。
北陸放送在1953年8月31日申請獲得電視播出執照:45。1957年10月22日，北陸放送獲得電視預備播出執照:69。翌年11月6日晚間8時10分，北陸放送發射了電視試驗電波:74。11月15日，北陸放送獲得正式的電視播出執照:74。11月17日18時，北陸放送開始試播電視節目:77-78。
1958年12月1日上午11時，北陸放送正式開始播出電視節目，成為本州日本海沿岸第一家商業電視台:79。在北陸放送開播後不久，由於恰逢皇太子明仁婚禮，電視開始快速普及:82。1960年12月時，石川縣內的電視機普及率已達34.6%:95。同時據1959年5月的第一次收視率調查，北陸放送的週平均收視率達40.1%，超過NHK綜合頻道的34.1%:83。在JNN成立的同時，北陸放送亦在1959年8月成為JNN的創始成員:318。1960年8月2日，北陸放送工會成立:96。1962年4月開始，北陸放送開始在每週一至週六上午播出面向學童的教育節目:110-111。同年7月22日，北陸放送開始播出彩色電視:116-117。隨著七尾放送局在1962年10月開始播出電視訊號，北陸放送的電視節目得以覆蓋石川縣大部分地區:117。
北部放送的廣播部門在1965年5月加入JRN:143-144。在1960年代中期，為應對UHF新台開設導致的廣告競爭計劃，北陸放送曾和北日本放送在1966年共同向北陸電波監理局提議將北陸三縣作為同一電視播出區域，以擴大廣告市場。但這一構想未能實現:150-151。為慶祝開播15週年，北陸放送在1967年出版了收錄484篇民謠的《石川縣民謠》:165。1967年9月，北陸放送開始修建其第三代總部北陸放送會館:166-167。翌年10月，北陸放送開始自北陸放送會館播出節目:176-177。1976年8月，北陸放送和美國WBEN電視台（現WIVB-TV）簽訂姊妹台協議:260-262。
北陸放送在1997年7月被爆出少播廣告的問題。自1992年開始的五年內，北陸放送少播出了本應播出的181家公司的2,659條廣告:16；這一事件導致北陸放送被日本民間放送聯盟停止會員活動一年。2006年7月1日，北陸放送開始播出數位電視訊號。北陸放送在2011年7月24日完全停止播出類比電視訊號。2018年1月10日，由於北陸放送和石川電視台共用的訊號發射塔因雷擊起火，加賀地區等地一度無法收看北陸放送的節目。北陸放送在1月18日設置臨時天線以播出電視訊號。同年8月1日，訊號發射塔得到完全修復。

## 廣播部門
北陸放送在開播之初曾製作過宗教節目等獨特類型的節目:29。開播初期，聽眾參加型的公開錄音節目佔北陸放送節目的很大比重:37。競猜節目亦在這一時期北陸放送電台佔據重要地位:48-49。電視普及之後，音樂節目和新聞節目開始成為廣播節目的主角:84-85。北陸放送亦增加更多貼近聽眾需求的生活資訊和電話參加節目:129。1972年4月1日，為慶祝開播20週年，北陸放送電台播出過時長達24小時的特別節目《Big Radio MRO》:217。現在北陸放送主要的自製帶狀節目包括上午播出的《朝☀Dash!》、中午播出的《Twin Wave》。

## 電視部門
1970年4月，北陸放送實現自製新聞彩色化:195。1973年5月，北陸放送開始播出《廣角15:00》（ワイド15:00）節目，在每週六午後3時播出，也是北陸放送第一個大型自製資訊節目:227。1976年10月開始播出的《MRO電視港6》則是北陸放送第一個大型帶狀自製地方新聞節目:263。現在北陸放送於平日傍晚播出的帶狀自製新聞節目是《Reosuta》，自2010年開始播出。每週三晚間19時播出的《絶好調W》則是北陸放送現在唯一在黃金時段播出的大型自製節目，主要介紹石川縣內的實用資訊。

## 外部連結
- MRO北陸放送 （页面存档备份，存于）
- MRO北陸放送的X（前Twitter）
- MRO電台的X（前Twitter）
- MRO北陸放送的Facebook專頁
- YouTube上的MRO北陸放送官方頻道
- Hokuriku Broadcasting （页面存档备份，存于） - TMDb